# Mudvayne
Mudvayne ist eine US-amerikanische Band aus Peoria (Illinois), die häufig dem Nu Metal zugerechnet wird. Die Gruppe selbst ordnet sich dem modernen, technischen Metal zu, wenngleich diese Kategorien den Stil nicht zutreffend beschreiben. Typisch für Mudvayne sind heftige Breaks und starke Rhythmuswechsel, funky Anleihen, abwechslungsreiche Songstrukturen und ein ständiges Schwanken zwischen Schreiattacken und melodiösen Parts mit klaren, weichen Gesangslinien.
Nachdem die Band seit 2010 aus verschiedenen Gründen inaktiv war, erklärte Sänger Chad Gray 2016 das Ende von Mudvayne. Am 19. April 2021 machte die Band über Social-Media-Seiten publik, sich wieder zusammengefunden zu haben.

## Geschichte
1996 formierten Chad Gray (Gesang), Matthew McDonough (Schlagzeug), Greg Tribbett (Gitarre) und Shawn Barclay (Bass) in einem Keller in Peoria, der ältesten Stadt Illinois’, eine Band mit dem Namen „Mudvayne“ (häufig geschrieben „MuDvAyNe“). Sie wollten sich nicht in bestimmte musikalische Schubladen stecken lassen, sondern entgegen den Hörererwartungen ihre eigenen Vorstellungen eines „Nu Metal“ umsetzen. Da sämtliche Bandmitglieder auf trashige B-Movies und Sciencefiction-Streifen stehen, nutzten sie von Anfang an Live-Auftritte, um ihre Vorlieben spielerisch auszuleben: Sie treten geschminkt und in auffälligen Outfits auf, was ihnen zwar schnell Aufmerksamkeit verschafft, aber auch von Kritikern als unnötig und als Ablenkmanöver von der eigentlichen Musik verstanden wird.
In Eigenregie nahmen Mudvayne 1997 eine erste EP mit dem Titel Kill, I Oughtta auf, welche nur auf Konzerten der Band und in lokalen Plattenläden käuflich erworben werden konnte. Nachdem sich die Demo sehr gut verkaufte und die häufigen Konzerte großen Anklang fanden, wurden schon bald verschiedene Plattenfirmen auf die Band aufmerksam. 1998 verließ Shawn Barclay das Quartett, den Posten am Bass übernimmt seither Ryan Martinie, dessen markanter, vom Jazz beeinflusster Bassstil den Sound der Band weitreichend formt. Die Band spielte zu dieser Zeit sehr mit dem eigenen Image, Auftritte in comic-artigen Outfits gehörten dazu. Chad Gray nannte sich auf einmal Kud, Greg Tribbett war Gurrg, Ryan Martinie wurde zu Ryknow und Matthew McDonough gab sich als sPaG aus.
Der musikalische Wandel in der Band wurde auch von der Musikindustrie erkannt und 1999 unterschrieben Mudvayne ihren ersten Vertrag bei Epic Records (Sony). Im folgenden Jahr erschien das von GGGarth und Andy Wallace produzierte offizielle Debüt L.D. 50 und wurde ein unerwartet großer Erfolg. Das Album erreichte Goldstatus für 500.000 verkaufte Einheiten, während die Singleauskopplung Dig einen MTV Video Music Award für das beste Rock/Metal-Video verliehen bekam sowie den allerersten MTV2 Award gewann.
Infolgedessen entschied sich das Plattenlabel kurzfristig für die Veröffentlichung einer DVD-Single zu Dig. Sowohl in den USA als auch in Europa erlangten Mudvayne innerhalb kürzester Zeit eine relativ große Bekanntheit im härteren Rocksektor, Kritiker attestierten der Band einen erfrischenden Ideenreichtum und großes musikalisches Potential. Vom „next big thing“ war mehrere Male zu lesen, während das mit annähernd 70 Minuten Spielzeit ausgestattete Debütalbum teilweise als überladen gesehen wird. Die Plattenfirma tat ihr Übriges dazu, dass die Band dem ungeliebten Nu Metal zugeschrieben wird, indem sie Mudvayne als „Korn meets Slipknot“ vermarktete.
Nach dem schnellen Erfolg gingen Mudvayne für eine längere Zeit auf Tour. Zuerst waren sie in den USA unterwegs, spielten auf dem Tattoo the Earth Festival und auf dem Ozzfest, bevor sie 2001 als Vorband von Slipknot nach Europa kamen. Nachdem auch dort die Nachfrage groß war, entschied sich die Band dazu, vorerst weiterhin auf eigene Faust als Headliner auf dem Kontinent zu bleiben. Die folgende Clubtour war fast ständig ausverkauft, insbesondere in England rissen sich Medien und Fans um sie.
Epic Records veranlasste im Zuge des wachsenden Erfolgs der Band eine Neuauflegung der mittlerweile auf Ebay und anderen Plattformen zu Sammlerpreisen teuer gehandelten Demo Kill, I Oughtta. Diese erschien schlussendlich 2002 unter dem Titel The Beginning of All Things to End und brachte neben den neu gemasterten alten Stücken noch mehrere Remixe mit. Angestachelt von Kritikern, welche die Band aufgrund ihrer auffälligen Verkleidungen und Pseudonyme als klischeehaft betitelten, machten Mudvayne die Verwirrung noch größer: Kud war nun Chüd, Gurrg laß sich nun Güüg, Ryknow wurde zu R-üd und sPaG wollte ab sofort Spüg genannt werden.
Weiterhin erschien mit [L]ive D[osage] 50: Live In Peoria eine DVD, auf welcher ein volles Konzert in ihrer Heimatstadt Peoria festgehalten ist. Nach fast 18 Monaten auf Tour kehrte die Band nach Hause zurück und nahm eine kurze Auszeit zur Verarbeitung der Geschehnisse.
Die Erholungsphase hielt aber nur kurze Zeit an, weil die Band bereits an der Veröffentlichung ihres zweiten vollen Albums arbeitete, das noch im November 2002 erschien. Mit The End of All Things to Come kehrte sich die Band von ihrem vorigen Comic-Monster-Image ab und gab sich nun bei Auftritten und in Musikvideos futuristischer.

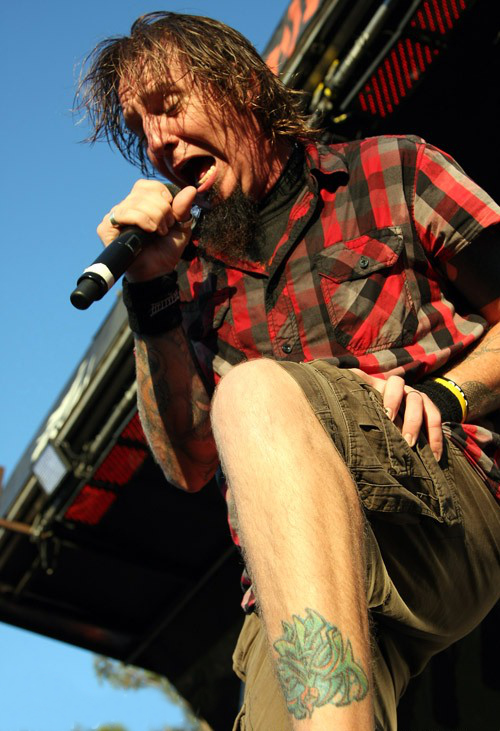
Sänger Chad Gray live im Jahr 2010

Musikalisch gingen Mudvayne nun etwas geordnetere und ungestümere Wege, textlich wurden sie einerseits persönlicher als zuvor, andererseits war nun noch deutlicher Gesellschaftskritik zu vernehmen. Von Musikkritikern erhielt das Album durchweg gute bis sehr gute Bewertungen und auch die Fans zeigten sich begeistert. Die Single-Auskopplung Not Falling wurde erstmals weltweit beachtet und auch in manchen Filmen, wie bspw. in Ghost Ship als Titel- und Abspannsong, eingesetzt.
Auf der folgenden Tour bereisten Mudvayne eine Vielzahl an Ländern als Headliner, darüber hinaus traten sie bei bekannten Open-Air-Festivals wie zum Beispiel Rock am Ring auf und gaben Konzerte mit Bands wie Linkin Park oder Metallica.
Zwischenzeitlich zeigte sich die Band nicht mehr zufrieden mit dem Video zu ihrer letzten Single Not Falling und bat Epic Records um eine neue visuelle Umsetzung ganz nach den Wünschen der Band. Die Plattenfirma willigte ob des großen Erfolgs der Band ein und es erschien noch kurz vor der nächsten geplanten Single World So Cold eine zweite Version des Videos zu Not Falling, was die Band zum Anlass nahm, eine weitere DVD-Single zu erstellen.
Nach einer längeren Pause erschien 2005 nach der Vorabsingle Happy? ihr drittes Studioalbum Lost and Found. Eine erste Minitour quer durch die Vereinigten Staaten und Europa Anfang des Jahres, bei der mehrere neue Lieder vorgestellt wurden, hinterließ überzeugte Fans und Kritiker. Mudvayne traten nun ohne besondere visuelle Gimmicks in der Öffentlichkeit auf, in Interviews machten sie jedoch deutlich, dass dies nicht überbewertet werden sollte und sie sich diesbezüglich alle Möglichkeiten offen halten. Der Titel Forget to Remember wurde im Abspann von Saw II gespielt.
Während auf den vorigen Alben textlich unter anderem esoterische Gedanken thematisiert wurden, findet sich auf Lost and Found eine direktere Sichtweise auf das Leben und die Welt. So soll der Plattentitel auf den „Prozess der Selbst- und Wiederentdeckung einer persönlichen Ebene“ (Matthew McDonough) hinweisen. Im Jahre 2006 wurde die Band für ihr Lied Determined in der Kategorie „Best Metal Performance“ für einen Grammy nominiert.
Seit 2007 betreiben Chad Gray und Greg Tribbett mit Ex-Mitgliedern von Danzig und Pantera ein Southern-Rock-/Metal-Projekt namens Hellyeah. Im Mai dieses Jahres brachten sie ihr gleichnamiges Debüt heraus.
Am 27. November 2007 erschien das Album By the People, For the People, das verschiedene Demos, Live-Aufnahmen und Akustikversionen von Titeln enthält, die Fans der Band zuvor per Abstimmung im Internet auswählen konnten. Zusätzlich finden sich zwei bislang nicht auf offiziellen Alben der Band veröffentlichte Stücke und zwei neu eingespielte Lieder, darunter mit King of Pain ein Cover eines The-Police-Stücks. Vor jedem Stück ist Sänger Chad Gray zu hören, der das jeweils folgende Stück kurz kommentiert.
Anfang 2008 wurde das nächste Studioalbum mit dem Titel The New Game angekündigt, es erschien am 14. November 2008. Während der Aufnahmen zu The New Game entstand Material für ein weiteres, in Eigenregie produziertes Album. Es ist am 18. Dezember 2009 unter dem Namen Mudvayne in Deutschland erschienen.
Im April 2021 verkündete die Band über Social-Media-Seiten, sich wieder zusammengefunden zu haben. Konzerttermine wurden bekanntgegeben, eine neue Website veröffentlicht.

## Diskografie

### Studioalben
| Jahr | Titel Musiklabel                           | Höchstplatzierung, Gesamtwochen, AuszeichnungChartplatzierungen (Jahr, Titel, Musiklabel, Platzierungen, Wochen, Auszeichnungen, Anmerkungen) | Höchstplatzierung, Gesamtwochen, AuszeichnungChartplatzierungen (Jahr, Titel, Musiklabel, Platzierungen, Wochen, Auszeichnungen, Anmerkungen) | Höchstplatzierung, Gesamtwochen, AuszeichnungChartplatzierungen (Jahr, Titel, Musiklabel, Platzierungen, Wochen, Auszeichnungen, Anmerkungen) | Anmerkungen                                                 |
| Jahr | Titel Musiklabel                           | DE | AT | US | Anmerkungen                                                 |
| ---- | ------------------------------------------ | --- | --- | --- | ----------------------------------------------------------- |
| 2000 | L.D. 50 Epic Records                       | — | — | US85 Gold · (36 Wo.)US | Erstveröffentlichung: 22. August 2000 Verkäufe: + 500.000   |
| 2002 | The End of all Things to Come Epic Records | — | — | US17 Gold · (41 Wo.)US | Erstveröffentlichung: 20. November 2001 Verkäufe: + 500.000 |
| 2005 | Lost and Found Epic Records                | DE51 (3 Wo.)DE | AT75 (1 Wo.)AT | US2 Gold · (24 Wo.)US | Erstveröffentlichung: 12. April 2005 Verkäufe: + 500.000    |
| 2008 | The New Game Epic Records                  | — | — | US15 (18 Wo.)US | Erstveröffentlichung: 18. November 2008                     |
| 2009 | Mudvayne Epic Records                      | — | — | US53 (12 Wo.)US | Erstveröffentlichung: 21. Dezember 2009                     |

### Kompilationen
| Jahr | Titel Musiklabel                           | Höchstplatzierung, Gesamtwochen, AuszeichnungChartplatzierungen (Jahr, Titel, Musiklabel, Platzierungen, Wochen, Auszeichnungen, Anmerkungen) | Höchstplatzierung, Gesamtwochen, AuszeichnungChartplatzierungen (Jahr, Titel, Musiklabel, Platzierungen, Wochen, Auszeichnungen, Anmerkungen) | Höchstplatzierung, Gesamtwochen, AuszeichnungChartplatzierungen (Jahr, Titel, Musiklabel, Platzierungen, Wochen, Auszeichnungen, Anmerkungen) | Anmerkungen                             |
| Jahr | Titel Musiklabel                           | DE | AT | US | Anmerkungen                             |
| ---- | ------------------------------------------ | --- | --- | --- | --------------------------------------- |
| 2007 | By the People, For the People Epic Records | — | — | US51 (5 Wo.)US | Erstveröffentlichung: 27. November 2007 |

### EPs
| Jahr | Titel Musiklabel                                | Höchstplatzierung, Gesamtwochen, AuszeichnungChartplatzierungen (Jahr, Titel, Musiklabel, Platzierungen, Wochen, Auszeichnungen, Anmerkungen) | Höchstplatzierung, Gesamtwochen, AuszeichnungChartplatzierungen (Jahr, Titel, Musiklabel, Platzierungen, Wochen, Auszeichnungen, Anmerkungen) | Höchstplatzierung, Gesamtwochen, AuszeichnungChartplatzierungen (Jahr, Titel, Musiklabel, Platzierungen, Wochen, Auszeichnungen, Anmerkungen) | Anmerkungen                                                                          |
| Jahr | Titel Musiklabel                                | DE | AT | US | Anmerkungen                                                                          |
| ---- | ----------------------------------------------- | --- | --- | --- | ------------------------------------------------------------------------------------ |
| 2001 | The Beginning of All Things to End Epic Records | — | — | US122 (1 Wo.)US | Erstveröffentlichung: 19. November 2002 Wiederveröffentlichung der EP Kill, I Oughta |

Weitere EPs
| Jahr | Titel Musiklabel           | Anmerkungen                              |
| ---- | -------------------------- | ---------------------------------------- |
| 1997 | Kill, I Oughta Eigenverlag | Erstveröffentlichung: 1997               |
| 2003 | Live Bootleg Epic Records  | Erstveröffentlichung: 30. September 2003 |

### Singles
| Jahr | Titel Album           | Höchstplatzierung, Gesamtwochen, AuszeichnungChartplatzierungen (Jahr, Titel, Album, Platzierungen, Wochen, Auszeichnungen, Anmerkungen) | Höchstplatzierung, Gesamtwochen, AuszeichnungChartplatzierungen (Jahr, Titel, Album, Platzierungen, Wochen, Auszeichnungen, Anmerkungen) | Höchstplatzierung, Gesamtwochen, AuszeichnungChartplatzierungen (Jahr, Titel, Album, Platzierungen, Wochen, Auszeichnungen, Anmerkungen) | Anmerkungen                            |
| Jahr | Titel Album           | DE | AT | US | Anmerkungen                            |
| ---- | --------------------- | --- | --- | --- | -------------------------------------- |
| 2005 | Happy? Lost and Found | — | — | US89 (4 Wo.)US | Erstveröffentlichung: 15. Februar 2005 |

Weitere Singles
- 2000: Dig (DVD-Single, US: Gold)
- 2000: Death Blooms
- 2000: Internal Primates Forever
- 2002: Not Falling
- 2002: World so Cold
- 2005: Determined
- 2005: Happy?
- 2005: Forget to Remember
- 2006: Fall into Sleep
- 2008: Dull Boy
- 2008: Do What You Do
- 2009: Scarlet Letters
- 2009: A New Game
- 2009: Scream with Me
- 2010: Beautiful and Strange

### Videoalben
- 2002: L[ive] D[osage] 50: Live in Peoria (US: Gold)
- 2003: All Access to All Things

### Musikvideos
- 2000: Dig
- 2000: Death Blooms
- 2000: Nothing to Gain
- 2002: Not Falling (zwei Versionen)
- 2002: World so Cold
- 2005: Determined
- 2005: Happy?
- 2005: Forget to Remember
- 2006: Fall into Sleep
- 2008: Dull Boy
- 2008: Do What You Do
- 2009: A New Game
- 2009: Scream With Me
- 2010: Beautiful and Strange
- 2010: Heard It All Before

## Auszeichnungen für Musikverkäufe
| Goldene Schallplatte - Australien - 2006: für das Videoalbum All Access to All Things |

Anmerkung: Auszeichnungen in Ländern aus den Charttabellen bzw. Chartboxen sind in ebendiesen zu finden.
| Land/RegionAuszeichnungen für Musikverkäufe (Land/Region, Auszeichnungen, Verkäufe, Quellen) | Gold     | Platin | Verkäufe  | Quellen     |
| -------------------------------------------------------------------------------------------- | -------- | ------ | --------- | ----------- |
| Australien (ARIA)                                                                            | Gold1    | —      | 7.500     | aria.com.au |
| Vereinigte Staaten (RIAA)                                                                    | 5× Gold5 | —      | 2.050.000 | riaa.com    |
| Insgesamt                                                                                    | 6× Gold6 | —      |           |             |